# هارالد تسور هاوزن
هارالد تسور هاوزن (بالألمانية:Harald zur Hausen) ولد سنة 1936، طبيب ألماني من جامعة دوسلدورف، وكان المدير السابق لمركز أبحاث السرطان الألماني، حاصل على جائزة نوبل في الطب 2008 لعمله في اكتشاف فيروس الورم الحليمي البشري (HPV) المسبب لسرطان عنق الرحم بحيث خالف التيار السائد وقتها وساعد اكتشافه على تطوير أمصال مضادة للفيروس.

## روابط خارجية
- هارالد تسور هاوزن على موقع الموسوعة البريطانية (الإنجليزية)
- هارالد تسور هاوزن على موقع مونزينجر (الألمانية)
- هارالد تسور هاوزن على موقع إن إن دي بي (الإنجليزية)